# Reciu, Alba
Reciu (în dialectul săsesc Rätsch, în germană Rätsch, Retsch, în maghiară Szebenrécse, Récse) este un sat în comuna Gârbova din județul Alba, Transilvania, România. Se află în partea de sud-est a județului Alba.

## Atestări documentare
- În 1309 este pomenit un anume Pleban Baldinius von "Resz".
- În 1330, 1332 și 1336 este pomenit Pfarrer Nikolaus von Rätsch (preotul Nikolaus din Reciu) printre preoții din Decanatul de Sebeș, precum și în listele de impozite papale.

## Lăcașuri de cult
În localitate se găsește o veche biserică, din anul 1491, cu transformări din 1801.

## Locuitori
- în 1500, în Rätsch trăiesc 15 capi de gospodării (cu familiile lor) și un cioban. Două gospodării sunt pustii. Localitatea ține de Scaunul Miercurea.
- în 1532 în Rätsch trăiesc 26 capi de gospodării
- în 1555-58, în urma unui incendiu, localitatea este scutită de mai multe ori de impozite.
- în 1650-67 câțiva săteni au fost pedepsiți pentru că au purtat haine de lux. De aici se poate deduce că locuitorii din Reciu erau, cel puțin în parte, înstăriți.
- în 1695 se menționează că 8 gospodării sunt pustii și 3 incendiate.
- în 1941, din cei 788 de locuitori recenzați în Reciu, 408 sunt germani  (51,8%).
- în 1992, datorită plecării în masă a sașilor din localitate, consistoriul Bisericii Evanghelice de Confesiune Augustană din România a decis desființarea Parohiei evanghelice din Reciu și radierea acesteia din evidență. Majoritatea sașilor din Reciu au emigrat în Germania (Augsburg).

## Galerie de imagini

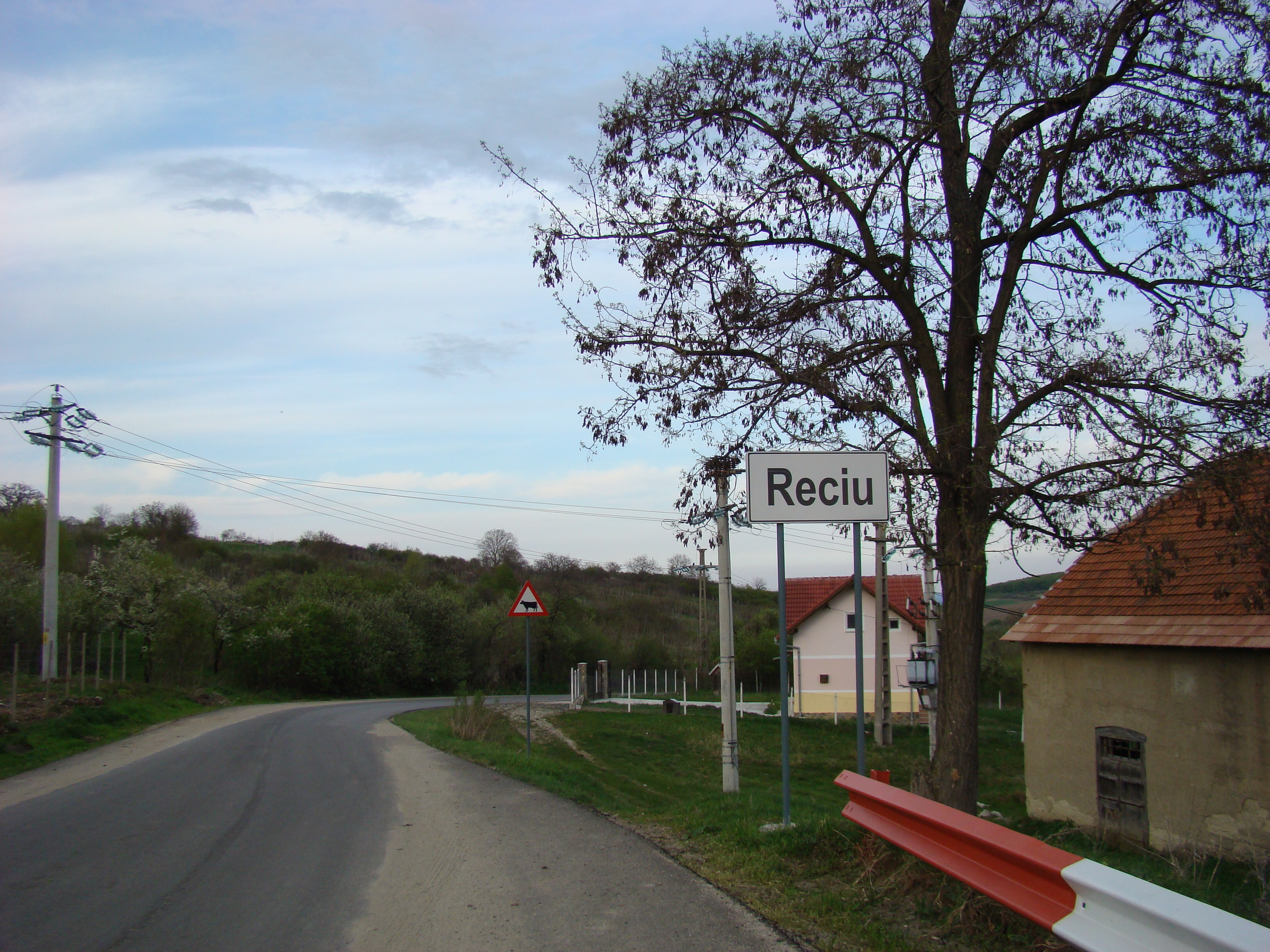
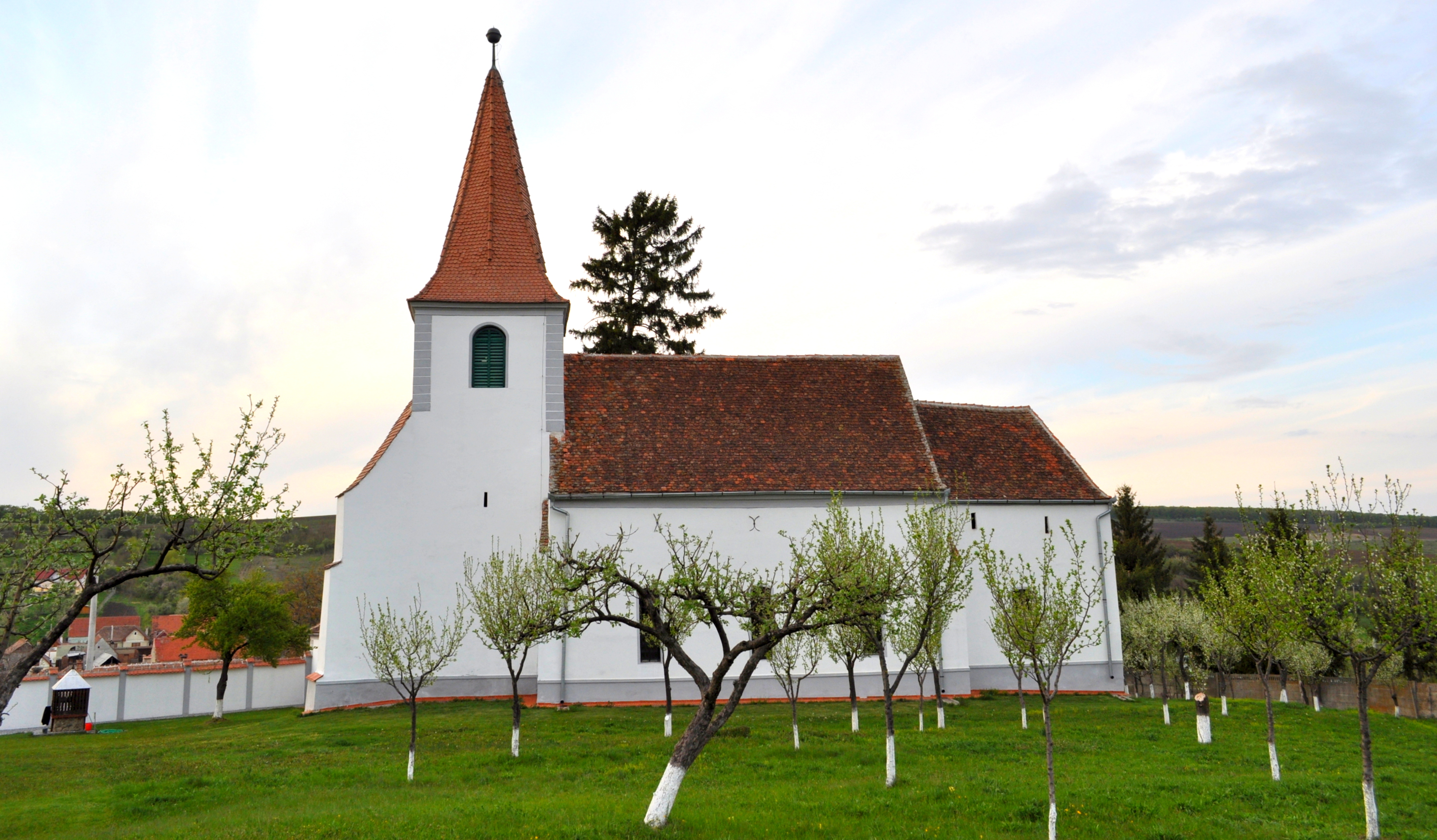
Biserica evanghelică (sec.XIII)
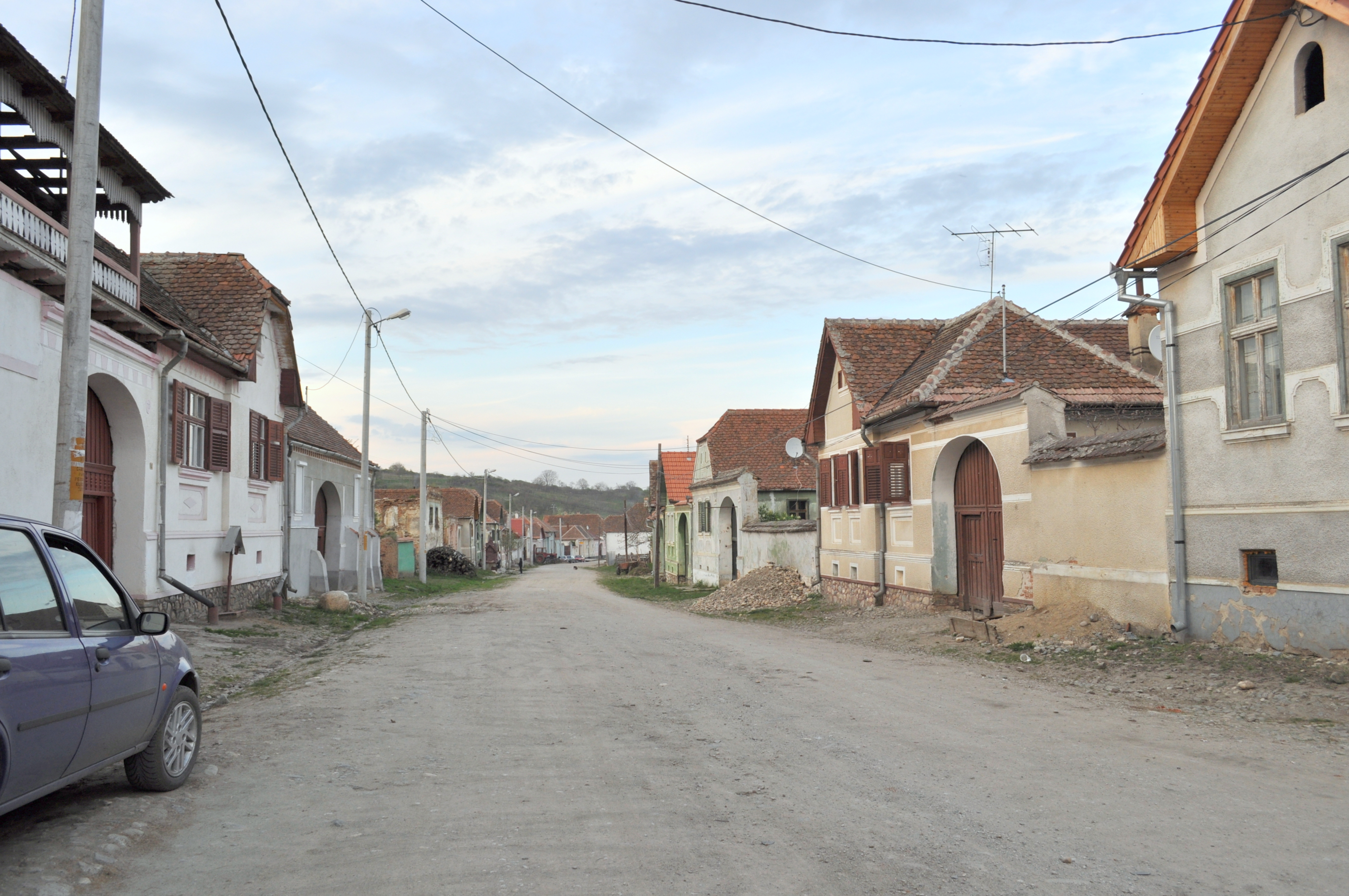